# 오스카르 모르겐슈테른
오스카르 모르겐슈테른(Oskar Morgenstern, 1902년 1월 24일 ~ 1977년 7월 26일)은 독일계 미국인 경제학자이다. 수학자 존 폰 노이만과 협업하여 경제학에 적용되는 게임 이론의 수학 이론을 개발했다.
독일 괴를리츠에서 태어났다. 어머니는 독일 프리드리히 3세의 딸로 일컬어진다.
오스트리아 빈에서 성장하여 그곳에서 대학교에 입학했다. 1925년 빈 대학교를 졸업하고 정치학 박사학위를 받았다.